# ASIO
ASIO(Audio Stream Input/Output)는 독일의 스타인버그사에 의해 구체화 된 소프트웨어와 사운드 카드간 낮은 레이턴시와 높은 해상도의 인터페이스를 제공하는 디지털 오디오를 위한 컴퓨터 사운드카드 드라이버 프로토콜이다. 마이크로소프트의 다이렉트사운드는 일반적으로 일반 사용자들의 스테레오 입출력에 사용되는 반면, ASIO는 음악가들과 사운드 엔지니어들을 외장 하드웨어 대신 윈도 컴퓨터 소프트웨어를 통해 오디오 처리를 가능하게 한다.

## 같이 보기
- 잭 오디오 커넥션 키트